# 15265 Ernsting
15265 Ernsting este un asteroid din centura principală de asteroizi.

## Descriere
15265 Ernsting este un asteroid din centura principală de asteroizi. A fost descoperit pe 12 octombrie 1990 la Tautenburg de Lutz Dieter Schmadel și Freimut Börngen. Asteroidul prezintă o orbită caracterizată de o semiaxă mare de 2,43 ua, o excentricitate de 0,20 și o înclinație de 11,5° în raport cu ecliptica.